# 顏興龍
颜兴龙（英语：Bredan Gan，1988年6月3日—），曾譯为「布兰登」或「布兰登·甘」，是澳洲出生的马来西亚籍華裔足球运动员。目前效力马来西亚足球超级联赛球队雪兰莪，也代表马来西亚国家队参加比赛。

## 名称由来
早期马来西亚中文媒体并不是称颜兴龙，而是将其英文名Brendan Gan翻译为「布兰登」或「布兰登·甘」。直到了2016年3月马来西亚足总大名单上公布为Brendan Gan Seng Ling，并在同月19日向前往采访的马来西亚中国报记者说自己的中文名为颜兴龙，颜兴龙的父亲为马来西亚华裔，而颜兴龙的英文名Brendan Gan中的Gan为颜姓。从此以后所以马来西亚中文媒体，将原翻译的布兰登改为颜兴龙。

## 早年
颜兴龙在1999年12岁时便加入Marton Hammen青训队，在青训队因表现不错被新威尔士超级联赛Sutherland Sharks相中并在2008年获得当季最佳新人奖。

## 俱乐部生涯
悉尼FC
在2008年上半年因在新威尔士超级联赛表现优异，而被澳超联赛劲旅悉尼FC看中。在2008年11月28日颜兴龙以替补身份首次代表球会首发，而在2008年12月7日颜兴龙在第78分钟悉尼FC对垒纽卡斯尔喷气机中打进联赛首球。并随着球队获得2009）2010澳超联赛冠军，2011年颜兴龙正式离开悉尼FC。
保尼白鹰
颜兴龙离开悉尼FC后，就签约新威尔士超级联赛的队伍保尼白鹰。并在联赛第15轮首次亮相。
沙巴
2011年11月17日加入马来西亚足球超级联赛的沙巴，成为该联赛的外援，这也是颜兴龙首次出国踢球，也是首次到父亲的祖国。并与同胞麦克尔·贝尔德与球会签约一年。
洛克达尔市太阳
在2012马来西亚足球超级联赛结束后，颜兴龙并为获得俱乐部续约合同，所以颜兴龙选择回澳洲的新威尔士超级联赛，加入洛克达尔市太阳。除此之外，颜兴龙表示有意回归澳超联赛。
吉兰丹
2013年11月颜兴龙返回马来西亚，并与吉兰丹签署3年合约。他被球会注册为本地球员，但当时颜兴龙还没拿到马来西亚公民权，并还有澳洲国籍，所以足总未获准。在2013年4月颜兴龙正式拿到马来西亚公民权，吉兰丹并再次向马来西亚足总注册本土足球。在同年吉兰丹对垒登嘉楼首次代表球队首发。在2015年马来西亚超级足球联赛第一场比赛中严重受伤，缺席了多场比赛。2016年9月颜兴龙再次受伤，这也让颜兴龙无缘2016年东南亚足球锦标赛。
霹雳
在2016年颜兴龙严重受伤，缺席了2017年的比赛，在2018年颜兴龙加盟霹雳，在同年颜兴龙帮助队伍获得2018年马来西亚杯获得冠军，并获得总决赛最佳球员。2019年赛季结束后颜兴龙并为与霹雳续约，正式离队。
雪兰莪
2019年12月1日颜兴龙宣布加盟雪兰莪。

## 国家队生涯
颜兴龙父亲为马来西亚华裔，母亲为澳洲人。颜兴龙可以选择代表马来西亚国家足球队和澳洲国家足球队。颜兴龙选择代表马来西亚国家足球队，并在2014年首次入选马来西亚U-23队。2016年3月24日在2018年世界杯预选赛中马来西亚对垒沙地阿拉伯中，首次代表马来西亚出战。2018至2019年颜兴龙一直是马来西亚为主力。

## 荣誉

### 俱乐部
悉尼FC
- 澳大利亚职业足球联赛2009/2010冠军

霹雳
- 马来西亚杯2018年冠军

### 个人荣誉
- 马来西亚杯2018年总决赛最佳球员